# Шатрово (Шатровський район)
Ша́трово (рос. Шатрово) — село, центр Шатровського району Курганської області, Росія. Адміністративний центр Шатровської сільської ради.
Населення — 5688 осіб (2010, 6441 у 2002).
Національний склад станом на 2002 рік: росіяни — 98 %.
У селі народився Герой Соціалістичної Праці Зубакін Василь Миколайович (1925-1986).